# Melanie Brown
Melanie Janine Brown (n. 29 mai 1975), cunoscută și sub numele de Melanie Brown, Melanie B și Mel B este o cântăreață și compozitoare de muzică pop de origine britanică cunoscută ca fiind una din membrele formației Spice Girls, artist independent ulterior și, mult mai recent, ca jurat al emisiunii de descoperire de noi talente, America's Got Talent.

## Biografie

### Familie, viață timpurie
Melanie Janine Brown s-a născut în Harehills, Leeds, și a crescut în cartierul Burley al orașului Leeds, ca fiică a Andrea-ei (născută Dixon) și a lui Martin Brown. Mama sa este englezoaică iar tatăl său este originar din națiunea insulară din Marea Caraibilor, formată din două insule importante, Sfântul Cristofor și Nevis, și câteva minore.
Prin mama sa, Brown este verișoară primară cu actorul și regizorul Christian Cooke. Mama lui Cooke, Di, și mama Melaniei, Andrea, sunt surori. Melanie Brown a studiat artele spectacolului la en  Intake High School (actualmente Leeds West Academy din Bramley, Leeds) înaintea de intrarea sa în industria divertismentului.
Pentru o perioadă, Brown a lucrat ca dansatoare în Blackpool, Lancashire.. După citirea unei reclame-oferte pentru o audiție, într-un periodic, Brown a început cariera sa muzicală într-o formație numită Touch. Grupul muzical Touch a renunțat ulterior echipa managerială inițială și s-a alăturat grupului de muzicieni al agentului și managerului Simon Fuller.

## Carieră

### 1994–1998 — Spice Girls

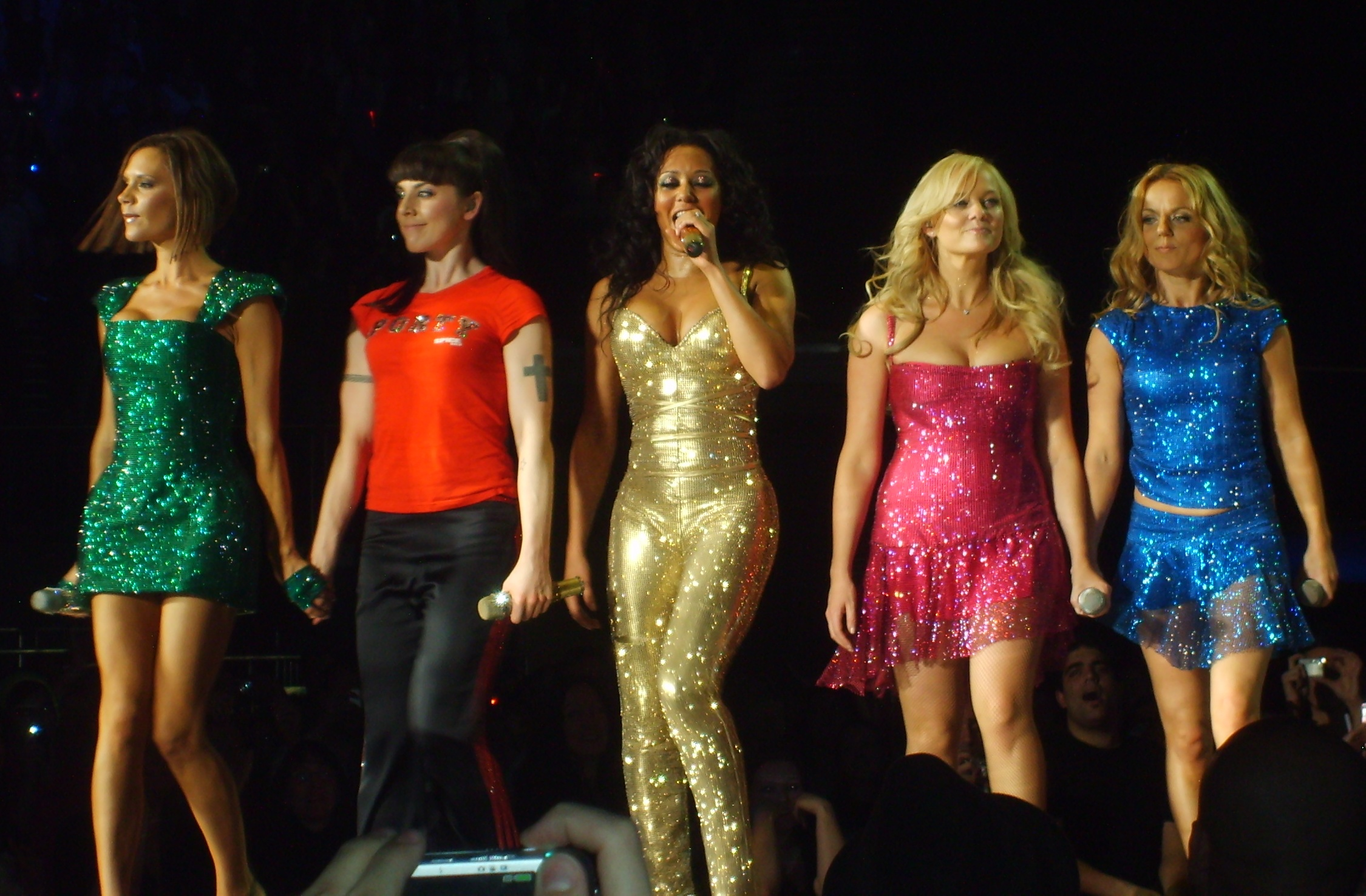
Brown (centru) performând cu Spice Girls.

În 1994, Brown, împreună cu Mel C, Geri Halliwell și Victoria Beckham au răspuns unei reclame din revistaThe Stage.  Circa 400 de femei au răspuns reclamei prezentându-se la audițiile care s-au ținut la Danceworks Studios din Mayfair, Londra. Patru participante au fost ales inițial, Beckham, Brown, Chisholm și Halliwell, după care au format un cvintet împreună cu Emma Bunton. 
Grupul nu s-a simțit deloc confortabil de lipsa unui contract, fiind de asemenea frustrat de direcția în care Heart Management o luase. Ca atare cele cinci au mers independent și, în 1995, după turnee la Londra și Los Angeles au semnat în final cu casa de discuri Virgin Records. Albumul lor de debut, Spice, a fost un succes comercial imens în întreaga lume, ocupând locul întâi în cel puțin 17 de țări., fiind considerat multi-platinum în 27 de țări.
Albumul se referea la una din conceptele anilor 1980 și 1990, ideea de Girl Power, succesul lor imens fiind adesea comparat cu Beatlemania. În total, albumul s-a vândut în peste 30 de milioane de copii în întreaga lume,  devenind cel mai bine vândut album vreodată de către un grup de femei (girl group) și unul dintre cele mai pline de succes albume ale tuturor timpurilor. Primul single, "Wannabe", a atins numărul unu în 37 de țări, iar următoarele melodii – "Say You'll Be There", "2 Become 1", "Who Do You Think You Are" și "Mama" – au ocupat de asemenea locul întâi în Marea Britanie.